# Stylura
Stylura är ett släkte av fjärilar. Stylura ingår i familjen bastardsvärmare.
Kladogram enligt Catalogue of Life:
| Stylura | \| \| Stylura brasiliensis \| \| \| \| \| \| Stylura forficula \| \| \| \| |
|         | \| \| Stylura brasiliensis \| \| \| \| \| \| Stylura forficula \| \| \| \| |
|         | Stylura brasiliensis                                                       |
|         |                                                                            |
|         | Stylura forficula                                                          |
|         |                                                                            |